# Ryan Crotty

a Compétitions nationales et continentales officielles uniquement.

b Matchs officiels uniquement.
Dernière mise à jour le 2 mai 2024.
Ryan Stevenson Crotty, né le 23 septembre 1988 à Nelson (Nouvelle-Zélande), est un joueur de rugby à XV international néo-zélandais évoluant au poste de centre.

## Carrière

### En province et en franchise
La mère de Ryan Crotty joue en équipe nationale de water-polo alors que son père joue au plus haut niveau de rugby à XV néo-zélandais avec la province des Nelson Bays.
Crotty commence à jouer au rugby lors de son enfance, et joue avec l'équipe de la Shirley Boys' High School (en) de Christchurch. Il rejoint ensuite l'académie de la province de Canterbury
Il débute au niveau professionnel avec Canterbury lors de la saison 2008 de NPC,. 
En 2009, il fait ses débuts en Super 15 avec les Crusaders contre les Hurricanes,.
Avec les Crusaders, il remporte le Super Rugby à trois reprises, en 2017, 2018 et 2019. Il joue son 150e match avec mes Crusaders en juin 2019.
En 2019, après dix saisons avec les Crusaders, il quitte la Nouvelle-Zélande pour le Japon et les Kubota Spears en Top League, à partir de la saison 2020. Il joue pendant trois saisons avec cette équipe. Lors de sa dernière saison, il remporte le titre national, après avoir été titulaire lors de la finale gagnée face aux Saitama Wild Knights.
De retour en Nouvelle-Zélande à la fin du mois de mai 2023, il est recruté par son ancienne équipe des Crusaders, afin de compenser des blessures dans l'effectif. Il n'est cependant pas utilisé lors de cette fin de saison. Plus tard la même année, il fait son retour avec sa province de Canterbury pour disputer la saison de NPC. Dans la foulée, il se réengage avec les Crusaders pour la saison 2024 de Super Rugby.

### En équipe nationale
Ryan Crotty joue avec la sélection scolaire néo-zélandaise en 2006. L'année suivante, il représente la sélection néo-zélandaise des moins de 19 ans qui remporte le mondial junior en Irlande,.
Il est également retenu avec l'équipe de Nouvelle-Zélande des moins de 20 ans en 2008. Avec cette équipe, il remporte le championnat du monde junior 2008. Il en est même le capitaine pour le match disputé contre l'Irlande.
En 2009, il est sélectionné avec les Junior All Blacks (sélection espoir de Nouvelle-Zélande) pour participer à la première édition de la Pacific Nations Cup,. Il remporte la compétition avec son équipe.
Il est sélectionné pour la première fois avec les All Blacks pour affronter l'Australie à Sydney le 17 août 2013,. Il joue régulièrement de nouveaux matchs avec les All Blacks en 2013 tous comme remplaçant. Il est pour la première fois titulaire contre l'Australie le 23 août 2014 à Auckland. Fin 2014, il a disputé 13 matchs avec les All Blacks pour 11 victoires, un nul et une défaite mais trois seules titularisations (trois victoires).
Malgré une présence régulière dans l'effectif néo-zélandais, il n'est pas retenu pour disputer la Coupe du monde 2015 en Angleterre.
En 2016, il est sélectionné en équipe nationale pour le Rugby Championship, que son pays remporte en gagnant toutes ses confrontations,. De plus, la Nouvelle-Zélande égalise le record de matchs remportés d'affilée toutes compétitions confondues avec dix-sept succès lors de la dernière journée où elle bat largement l'Afrique du Sud 57 à 15, chez elle à Durban.
Entre 2016 et 2019, il devient un cadre des All Blacks, devenant indiscutable au sein de la ligne de trois-quarts néo-zélandaises grâce à sa rigueur et ses qualités techniques,.
En août 2019, il est retenu dans le groupe de 31 joueurs sélectionné pour disputer la Coupe du monde au Japon.
Il met un terme à sa carrière internationale après le mondial.

## Palmarès

### En province et en franchise
- Vainqueur du Super Rugby en 2017, 2018 et 2019 avec les Crusaders.
- Vainqueur du NPC en 2008, 2009, 2010, 2011, 2012, 2013, 2015 et 2016 avec Canterbury.
- Vainqueur de la League One en 2023 avec les Kubota Spears.

### En équipe nationale
- Vainqueur du Rugby Championship en 2013, 2014, 2016, 2017 et 2018.
- Vainqueur du championnat du monde des moins de 19 ans en 2007.
- Vainqueur du championnat du monde des moins de 20 ans en 2008.
- Vainqueur de la Pacific Nations Cup en 2009 avec les Junior All Blacks.

## Statistiques en équipe nationale
Entre 2013 et 2019, Ryan Crotty compte quarante-huit capes avec les All Blacks, pour trente-cinq titularisations, et pour un bilan de quarante-deux victoires, un nul, cinq défaites. Sur ces rencontres, dix-huit sont disputées dans le cadre du Rugby Championship, avec quinze victoires, un nul, deux défaites. Avec les Kiwis, il dispute une Coupe du monde en 2019. Il participe à six éditions du Rugby Championship, en 2013, 2014, 2015, 2016, 2017 et 2018. Il dispute vingt-neuf rencontres dans cette compétition.